# Gerd Rigauer
Gerd Rigauer (* 18. Juni 1939 in Wilhelmsdorf) ist ein deutscher Schauspieler, Synchron- und Hörspielsprecher.

## Leben
Gerd Rigauer absolvierte seine Schauspielausbildung von 1962 bis 1964 an der Hochschule für Musik und Theater Hamburg. 
Er spielte in über 50 Film- und Fernsehproduktionen mit. In dem Dokumentarspiel Die Wannseekonferenz übernahm Rigauer die Rolle des Karl Eberhard Schöngarth. Von 2008 bis 2013 spielte er auch einige Rollen am Theater, so z. B. 2008 Am Strand der weiten Welt am Volkstheater Wien, 2010 Heldenplatz am Tiroler Landestheater Innsbruck und 2013 SPAMALOT und Die Fahnenweihe Luisenburg-Festspiele.

## Filmografie (Auswahl)
- 1967: Der Tod des Iwan Iljitsch
- 1969: Langeweile
- 1975/77: Frauenstation
- 1976: Rosemaries Tochter
- 1978: Wochenendflug
- 1978: Die Straße
- 1979: Taunusrausch
- 1979: Der tollste Tag (Schauspielhaus Graz)
- 1984: Tatort – Rechnung ohne Wirt
- 1984: Die Wannseekonferenz
- 1984: Die Sache ist gelaufen
- 1985: Derrick
- 1988: Das Milliardenspiel
- 1991: Forsthaus Falkenau
- 1992: Marienhof
- 1993: Der Fahnder
- 1995: Schwurgericht
- 1996: Die Flughafenklinik
- 1996: Ein Fall für zwei
- 2001: Polizeiruf 110 – Henkersmahlzeit
- 2003: (T)Raumschiff Surprise – Periode 1
- 2005: SOKO Kitzbühel
- 2006: Forsthaus Falkenau
- 2009: Mein großer linker Zeh
- 2012: Die Rosenheim-Cops
- 2014: Monaco 110
- 2016: Stinky's Best – Stinkbomben.
- 2016: Aktenzeichen XY ... ungelöst
- 2017: Hubert und Staller
- 2017: Escape to the Sea
- 2021: Die Bestatterin – Die unbekannte Tote (Fernsehreihe)

## Hörspiele
- 1976: Karl Richard Tschon: Rumpelstilzchen oder Vermißt wird Dr. Frohmund – Regie: Peter M. Preissler
- 1977: Charles Maître: Komplizen sind sie alle – Regie: Peter M. Preissler
- 1978: Helmuth M. Backhaus: Der Fall Mona Lisa – Regie: Peter M. Preissler
- 1978: Arnold E. Ott: Zehn goldene Münzen – Regie: Peter M. Preissler
- 1978: Peter Steinbach: Lenau – Regie: Bernd Lau
- 1978: Karl Richard Tschon: Fröhliche Weihnachten (3. Teil) – Regie: Peter M. Preissler
- 1984: Jürgen Runau: Kopfgeld – Regie: Hans Eichleiter
- 1986: Wolfram Tauberfrank: Der Fall Rohrbacher. Hörspiel in fränkischer Mundart – Regie: Herbert Lehnert
- 1987: Werner Hofmann: "Des hätt i net machn solln ..." (3 Teile). Von einem Franken, der auszog, im Norden Fuß zu fassen. Die Be- und Erkenntnisse des Anton W. Lieblein – Regie: Herbert Lehnert (1. Teil); Christian Stelzer (2. und 3. Teil)
- 1989: Fritz Meingast: Gerd Rigauer Der Altöttinger Totentanz – Redaktion und Regie: Michael Peter
- 1990: Georg K. Berres: Wer ist der Täter? (Folge: Postraub) – Bearbeitung und Regie: Erwin Weigel
- 1990: Hermann Motschach: Meistersinger – nicht von Wagner – Bearbeitung und Regie: Christian Stelzer
- 1996: Friedhelm Sikora: Für Duft und Schönheit mitten im Gesicht – scherzhafte Betrachtungen über ein 'hervorragendes Ding' – Regie: Christian Stelzer
- 1996: Nina Achminow: Tante Jolanthe und Ritter Annegret (2. Teil) – Regie: Marcus Everding
- 1997: Achim Bröger: Das Osterfeuer (2 Teile) – Regie: Uli Herzog
- 1998: Sebastian Goy: Justus, das Taggespenst (4. Teil: Justus und das Zeugnis der Reife) – Regie: Marcus Everding
- 1999: Rudolf Herfurtner: Joseph und seine Schwester (3 Teile) – Regie: Walter Wippersberg
- 2002: Edith Schreiber-Wicke: Regenbogenkind. Ein Hörspiel für Kinder und Eltern – Redaktion, Bearbeitung und Regie: Justina Buddeberg-Mosz
- 2004: Daniel Kehlmann: Ich und Kaminski – Regie: Thomas Leutzbach
- 2005: Markus Vanhoefer: Willy Watson und das Geheimnis der unsichtbaren Kinder (2 Teile) – Regie: Markus Vanhoefer